# Clinica Clementi
L'ex clinica Clementi è uno storico edificio di Catania, situato in Piazza Santa Maria di Gesù. 

## Storia
L'edificio venne eretto tra il 1901 e il 1904 secondo i progetti dall'architetto Carlo Sada. A commissionarne la costruzione fu Gesualdo Clementi, chirurgo e rettore dell’Università di Catania. L'edificio, inaugurato il 17 gennaio 1904, ospitò un sanatorio per pazienti chirurgici e ginecologici.

## Descrizione
Il villino presenta uno stile eclettico (eclettismo-liberty catanese) che integra elementi liberty.